# Ource
Die Ource ist ein Fluss in Frankreich, der in den Regionen Grand Est und Bourgogne-Franche-Comté verläuft. Sie entspringt am Plateau von Langres, im Gemeindegebiet von Poinson-lès-Grancey, entwässert generell in nordwestlicher Richtung und mündet nach rund 100 Kilometern bei Merrey-sur-Arce, knapp südlich von Bar-sur-Seine, als rechter Nebenfluss in die Seine.
Auf ihrem Weg durchquert die Ource die Départements Haute-Marne, Côte-d’Or und Aube.

## Orte am Fluss
- Poinson-lès-Grancey
- Recey-sur-Ource
- Leuglay
- Voulaines-les-Templiers
- Vanvey
- Belan-sur-Ource
- Essoyes
- Loches-sur-Ource
- Landreville
- Celles-sur-Ource
- Merrey-sur-Arce